# Холма (Дзержинский район)
Хо́лма (бел. Холма) — деревня в составе Фанипольского сельсовета Дзержинского района Минской области Беларуси. Деревня расположена в 19 километрах от Дзержинска, 19 километрах от Минска и 4-х километрах от железнодорожной станции Фаниполь.

## История
Деревня Холма известна с конца XVIII века. В результате второго раздела Речи Посполитой (1793) оказалась в составе Российской империи. В 1800 году  в деревне 4 двора и 20 жителей, находилась во владении Радзивиллов. Во второй половине XIX века—начале XX века находилась в составе Станьковской волости Минского уезда Минской губернии. В 1897 году, по данным переписи в Холме проживали 16 жителей.
С 20 августа 1924 года деревня находилась в составе Гричинского сельсовета Самохваловичского района Минского округа, с 23 марта 1932 года — административный центр Фанипальского сельсовета. Затем в составе Дзержинского польского национального района. 31 июля 1937 года полрайон был упразднён и деревня была включена в состав Минского района. С 20 февраля 1938 года находится в составе Минской области, которая была образована после упразднения окружной системы деления Белорусской ССР. С 4 февраля 1939 года в составе восстановленного Дзержинского района. В годы коллективизации был организован колхоз имени М.П. Покровского, который обслуживала Фанипольская МТС, также работала кузница и механическая мастерская.
Во время Великой Отечественной войны с 28 июня 1941 года по 6 июля 1944 года деревня была оккупирована немецко-фашистскими захватчиками, на фронте погибли 3 жителя деревни. В 1960 году в деревне проживал 51 житель. В 1991 году в деревне насчитывалось 15 хозяйств, проживали 42 жителя.

## Население
| Численность населения (по годам) | Численность населения (по годам) | Численность населения (по годам) | Численность населения (по годам) | Численность населения (по годам) | Численность населения (по годам) | Численность населения (по годам) | Численность населения (по годам) |
| 1800                             | 1897                             | 1909                             | 1960                             | 1991                             | 1999                             | 2004                             | 2009                             |
| -------------------------------- | -------------------------------- | -------------------------------- | -------------------------------- | -------------------------------- | -------------------------------- | -------------------------------- | -------------------------------- |
| 20                               | ↘16                              | ↘11                              | ↗51                              | ↘42                              | ↘27                              | ↘22                              | ↗25                              |
| 2017                             | 2018                             | 2020                             | 2022                             |                                  |                                  |                                  |                                  |
| ↗262                             | ↗303                             | ↗412                             | ↗470                             |                                  |                                  |                                  |                                  |